# Gambia Ports Authority FC
El Gambia Ports Authority Football Club és un club gambià de futbol de la ciutat de Banjul. Va ser fundat el 1973.

## Palmarès
- Lliga gambiana de futbol: [5]
  - 1984, 1986, 1999, 2006, 2010, 2016

- Copa gambiana de futbol: [6]
  - 1975, 1980, 2007

- Supercopa gambiana de futbol: [6]
  - 2006, 2007